# Arène nationale
Pour le lieu parisien de spectacles en plein air du XIXe siècle, voir Arènes nationales.
L'Arène nationale est une infrastructure sportive située à Pikine, dans la banlieue de Dakar au Sénégal. Elle est notamment prévue pour accueillir des combats de lutte sénégalaise. Elle dispose d'une capacité de 20 000 places.

## Historique

### Construction
La première pierre de l'édifice est posée le 7 avril 2016 par le président Macky Sall, en compagnie de l'ambassadeur de Chine au Sénégal Zhang Xun.
L'arène est construite en 28 mois, par des entreprises chinoises. Elle est financée par un don de la République populaire de Chine d'un montant de 32 milliards de Francs CFA.

### Inauguration
Le président chinois Xi Jinping a remis symboliquement les clés de l'arène nationale à Macky Sall le 22 juillet 2018. L'inauguration de l'enceinte était envisagée avant octobre 2018.